# River Edge
River Edge ist eine Stadt im Bergen County, New Jersey, USA. Das U.S. Census Bureau hat bei der Volkszählung 2020 eine Einwohnerzahl von 12.049 ermittelt.

## Geographie
Die geographischen Koordinaten der Stadt sind 40°55'39" nördliche Breite und 74°2'15" westliche Länge.
Nach den Angaben des United States Census Bureaus hat die Stadt eine Gesamtfläche von 4,9 km2, wovon 4,9 km2 Land und 0,1 km2 (1,05 %) Wasser ist.

## Geschichte
Der National Park Service weist für River Edge sieben Bauwerke im National Register of Historic Places (NRHP) aus (Stand 29. November 2018), darunter das Steuben House.

## Demographie
Nach der Volkszählung von 2000 gibt es 10.946 Menschen, 4.165 Haushalte und 3.102 Familien in der Stadt. Die Bevölkerungsdichte beträgt 2.236,1 Einwohner pro km2. 84,12 % der Bevölkerung sind Weiße, 1,06 % Afroamerikaner, 0,08 % amerikanische Ureinwohner, 12,60 % Asiaten, 0,01 % pazifische Insulaner, 0,81 % anderer Herkunft und 1,32 % Mischlinge. 5,31 % sind Latinos unterschiedlicher Abstammung.
Von den 4.165 Haushalten haben 35,0 % Kinder unter 18 Jahre. 64,4 % davon sind verheiratete, zusammenlebende Paare, 7,6 % sind alleinerziehende Mütter, 25,5 % sind keine Familien, 22,7 % bestehen aus Singlehaushalten und in 11,5 % wohnen Menschen, die älter sind als 65. Die durchschnittliche Haushaltsgröße beträgt 2,62, die Durchschnittsfamiliengröße 3,11.
24,1 % der Bevölkerung sind unter 18 Jahre alt, 5,0 % zwischen 18 und 24, 30,2 % zwischen 25 und 44, 23,8 % zwischen 45 und 64, 17,0 % älter als 65. Das Durchschnittsalter beträgt 40 Jahre. Das Verhältnis Frauen zu Männer beträgt 100:90,9, für Menschen älter als 18 Jahre beträgt das Verhältnis 100:86,7.
Das jährliche Durchschnittseinkommen der Haushalte beträgt 71.792 USD, das Durchschnittseinkommen der Familien 80.422 USD. Männer haben ein Durchschnittseinkommen von 62.044 USD, Frauen 41.085 USD. Das Pro-Kopf-Einkommen der Stadtbewohner beträgt 33.188 USD. 3,1 % der Bevölkerung und 2,5 % der Familien leben unterhalb der Armutsgrenze, davon sind 3,5 % Kinder oder Jugendliche jünger als 18 Jahre und 2,6 % der Menschen sind älter als 65.

## Söhne und Töchter der Stadt
- John Walter Christie (1865–1944), Automobilrennfahrer, Ingenieur, Erfinder und Unternehmer